# Lendum (parochie)
Lendum is een parochie van de Deense Volkskerk in de Deense gemeente Hjørring. De parochie maakt deel uit van het bisdom Aalborg en telt 1159 kerkleden op een bevolking van 1244 (2004). Historisch was de parochie deel van de herred Horns. In 1966 werd Lendum deel van de nieuw gevormde gemeente Sindal, die in 2007 opging in de vergrote gemeente Frederikshavn.
Asdal · Astrup · Bindslev · Bjergby · Byrum · Hals · Hirtshals · Hørmested · Horne · Lendum · Mosbjerg · Mygdal · Sindal · Sørig · Tolne · Tornby · Tversted · Uggerby · Ugilt · Vesterø · Vidstrup